# La Bénisson-Dieu
La Bénisson-Dieu – miejscowość i gmina we Francji, w regionie Owernia-Rodan-Alpy, w departamencie Loara.
Według danych na rok 1990 gminę zamieszkiwało 391 osób, a gęstość zaludnienia wynosiła 35 osób/km² (wśród 2880 gmin regionu Rodan-Alpy La Bénisson-Dieu plasuje się na 1242. miejscu pod względem liczby ludności, natomiast pod względem powierzchni na miejscu 1037.).

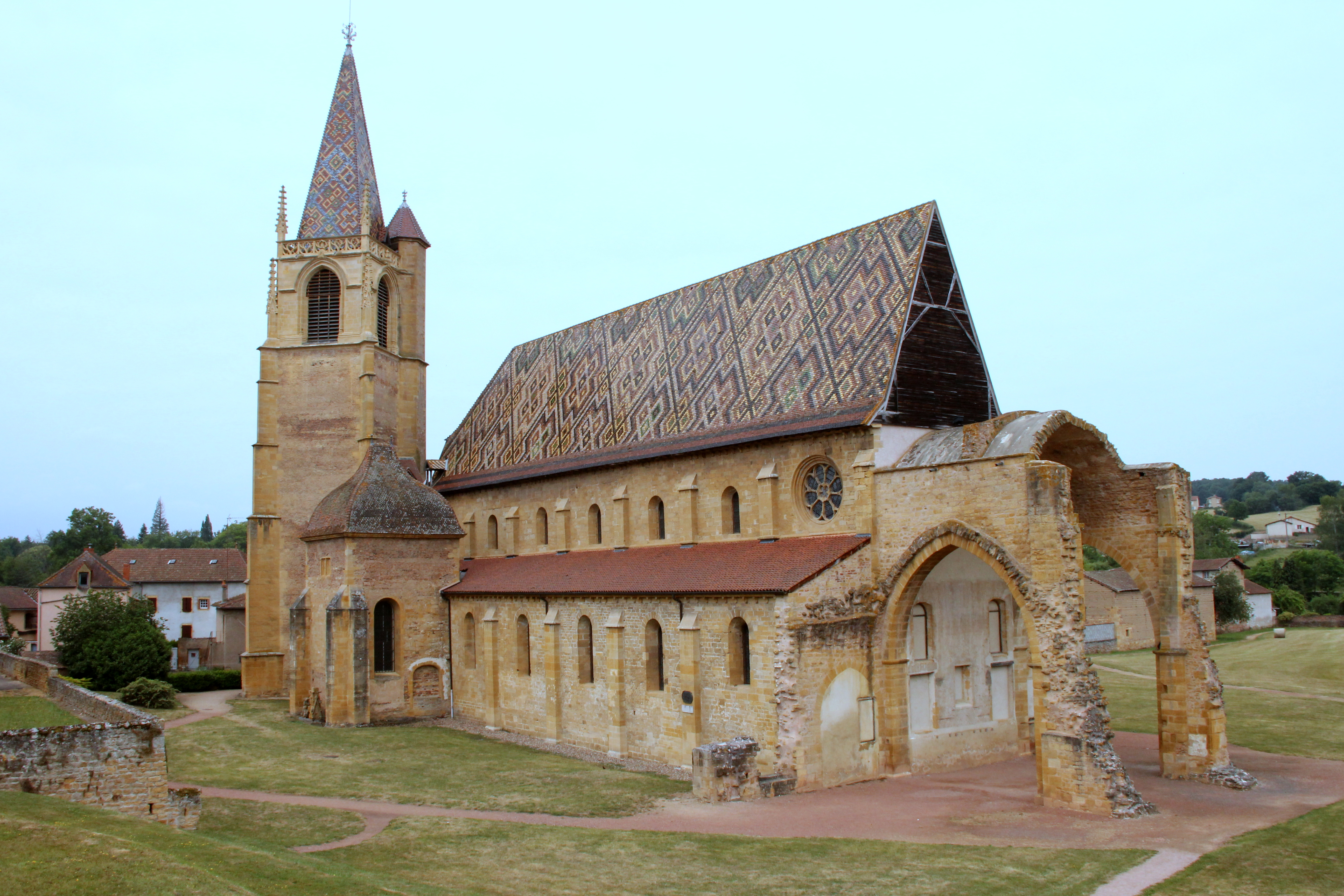
Kościół w La Bénisson-Dieu, 2011